# Санта-Кларита
Санта-Клари́та (англ. Santa Clarita) — город в штате Калифорния, США. Расположен в округе Лос-Анджелес.
Санта-Кларита была образована в декабре 1987 года как объединение нескольких поселений.
В 2010 году количество проживающих составляло 176 320 человек, а в 2018 году его численность увеличилась до 210 089 человек. По количеству проживающих, город занимает 4-е место в округе и 24-е — в штате.
По оценке журнала «Деньги» в 2006 году город занимает 18-е место в рейтинге «100 лучших мест для проживания»
Климат в городе — средиземноморского типа. Средние температуры в течение года находятся в диапазоне от 2 °C до 36 °C, среднегодовая от 6,7 °C до 25,8 °C. Среднегодовой уровень осадков составляет 354,6 мм.

## Название
Река Санта-Клара была названа испанскими исследователями в честь Святой Клары Ассизской. Долина и поселение позже стали известны как «маленькая Санта-Клара», в честь северной калифорнийской миссии и города Санта-Клара, штат Калифорния. Со временем «маленькая Санта-Клара» превратилась в Санта-Клариту.

## Демография

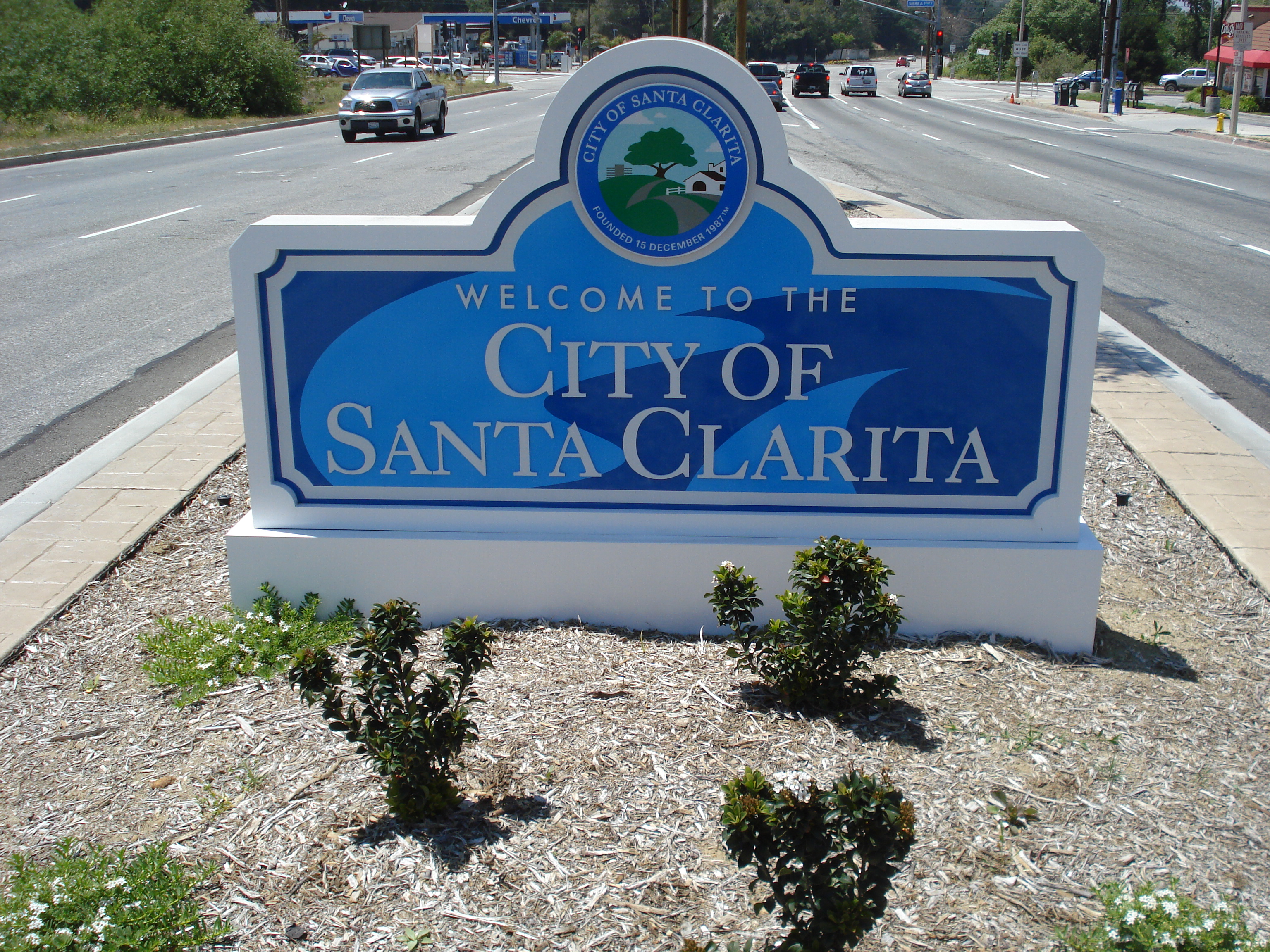
Знак «Добро пожаловать в Санта-Клариту»

### 2017
По данным бюро переписи населения этнический состав города состоял из 48,3 % белых, 10,9 % азиатов, 4,2 % афроамериканцев и 0,9 % коренных американцев, латиноамериканцы составили 32,3 % Средний доход домохозяйств в городе составил $90,544.

### 2010
По данным бюро переписи населения 2010 года, жители города Санта-Клариты составляли 176 320 человека. Плотность населения — 3 340,6 человек на квадратный километр. Расовый состав города составляет 70,9 % белых (56.1 % неиспаноязычных белых), 3,2 % афроамериканцев, 0,6 % американских индейцев, 8,5 % азиатов (3.4 % филиппийцы, 1,7 %, корейцы, 0,8 % индийцы, 0,8 % китайцы, 0,6 % японцы, 0,3 % вьетнамцы, 0,9 % другой азиаты), испаноговорящие составили 51 941 человека любой расы (29,5 % населения).

## Политика
По данным госсекретаря штата Калифорния, по состоянию на 10 февраля 2019 года в Санта-Кларите зарегистрировано 135 052 избирателя. Из них 46 096 (34,1 %) — зарегистрированные демократы, 45 725 (33,9 %) — зарегистрированные республиканцы и 35 764 (26,5 %) — отказавшиеся заявить о политической партии.

### Местное самоуправление
Город Санта-Кларита управляется Советом. Городской совет состоит из пяти членов, избираемых от одномандатных округов на четырёхлетний срок. Каждый год совет выбирает одного из своих членов на должность мэра, что является в значительной степени церемониальной должностью.
Избранным советом является:
| Член Совета  | Текущее положение |
| ------------ | ----------------- |
| Марша Маклин | Мэр               |
| Кэмерон Смит | Мэр Про-Тем       |
| Боб Келлар   | Член Совета       |
| Билл Миранда | Член Совета       |
| Лорен Вест   | Член Совета       |

## Образование

### Школьные округа
- Школьный Округ Кастаик Юнион[11]
- Школьный Округ Ньюхолл[12]
- Школьный Округ Согус Юнион[13]
- Школьный Округ Серные Источники[14]
- Школьный округ Уильям С. Харт Юнион[15]

### Колледжи и университеты
- Калифорнийский институт искусств
- Магистерский колледж[16]
- Колледж каньонов[17]

## Известные люди
- Аттикус Шаффер, актер[18]
- Дел Шеннон, певец и автор песен[19]
- Клифф Стоун, певица[20]
- Леонард Термо, актер[21]
- Ная Ривера, актриса и певица.

## Города-побратимы
- Тена, Напо, Эквадор[22]
- Сариаия, Кесон, Филиппины[22]